# Bandera de Libia
La bandera nacional de Libia fue adoptada por primera vez el 24 de diciembre de 1951, cuando fue proclamada la independencia del Reino Unido de Libia por el rey Idris I. 
Esta bandera se mantuvo como oficial hasta 1969 y luego fue re-adoptada en 2011 por el Consejo Nacional de Transición (CNT) en el contexto de la guerra civil de 2011. Fue diseñada por Omar Faiek Shennib.
La bandera cuenta con tres franjas en rojo, negro y verde en el centro dispone a la luna cuarto menguante y a la estrella (Venus), ambas en color blanco. Tres franjas simbolizan a cada banda una de las tres provincias históricas de Libia: Tripolitania, Cirenaica y Fezzan. Estos colores además son los tradicionales colores panárabes.
Entre 1969 y 2011, el país estuvo bajo el gobierno de Muamar el Gadafi. Durante la existencia de la República Árabe Libia, la bandera estuvo inspirada en la de Egipto simbolizando los deseos de unión panárabe, pero fue posteriormente reemplazada por una bandera completamente verde luego de proclamar la Gran Yamahiriya Árabe Libia Popular Socialista en 1977.

## Significado
El diseño de la actual bandera de Libia fue establecido por el artículo 7.º de la constitución del Reino de Libia, publicada el 7 de octubre de 1951 y que entró en vigencia el 24 de diciembre de ese mismo año. Los detalles de la construcción de la creciente y estrella central, sin embargo, no fueron publicados con precisión, derivando en múltiples diseños. Un manual publicado por el Ministerio de Información y Orientación entrega información más específica respecto al diseño.

Art. 7.- La bandera nacional tendrá las siguientes dimensiones: su largo será dos veces su ancho, y estará dividida en tres franjas de colores paralelas, siendo la superior roja, la central negra, y la inferior verde, con la franja negra de la misma área que las otras dos franjas y tendrá en su centro una media luna blanca, entre cuyas extremidades estará una estrella blanca de cinco puntas.
Constitución del Reino de Libia, 7 de octubre de 1951.

La creciente debe estar hacia el lado del asta respecto a la estrella y el centro del círculo del que la creciente forma parte debe estar en el centro de la bandera. La estrella debe estar hacia el lado en que se abre la creciente y una de sus puntas debe apuntar al centro de la circunferencia. El ancho máximo de la creciente abierta en 270° será equivalente a 1/6 de su diámetro externo, el que mide un 1/4 del ancho de la bandera. La distancia entre las dos puntas de la creciente debe ser igual a la distancia entre la altura máxima y mínima de la estrella medida a lo largo de una perpendicular que forman los lados cercanos al mástil de estos dos puntos. La perpendicular deberá forma una tangente a la circunferencia exterior de la media luna en un punto equidistante de la parte superior e inferior de la bandera.
La bandera nacional y el himno nacional, ca. 1950-1960.

Respecto al significado, la versión más tradicional habla de que las tres franjas representan las provincias históricas de Libia: Tripolitania el verde, Cirenaica el negro y Fezzan el rojo, mientras la luna menguante y la estrella (originalmente de seis puntas) representan al Islam. El pabellón además recoge diversos elementos de banderas históricas utilizadas en el territorio libio. 
Alegorías más poéticas asignan a cada color una representación. un poema árabe se refiere de la siguiente forma a los colores panarábicos: Nuestras obras son de color blanco, nuestras batallas de negro, nuestros valles de verde y nuestras espadas de rojo. El rojo es así representado como la sangre de los que murieron por la libertad del país, el negro por el recuerdo del pasado y el verde por el futuro.

## Historia

### Dominación extranjera

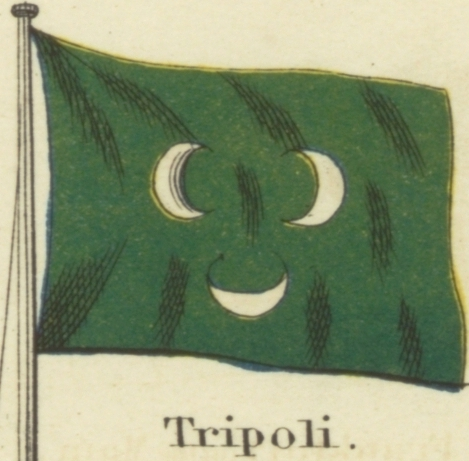
Bandera del valiato tripolitano en un atlas de 1868.

Los primeros emblemas utilizados en el actual territorio libio se remontan a la época de dominación otomana, establecida en 1551. Las banderas otomanas tenían diversas características, pero en general predominaron tres características: los colores rojo y verde y el uso de la media luna, incorporando posteriormente la estrella en blanco y en dorado.
En 1835, el Imperio otomano entregó autonomía al territorio de Tripolitania, formando un valiato. Tripolitania expandió su administración a las zonas cercanas de Cirenaica al oriente y el Fezzan al interior. En esa época, el valiato estableció una bandera de color verde y tres medias lunas de color blanco. Otros reportes hablan del uso de banderas mercantes con franjas en tonos rojos, verdes y blancos 
En 1912, el Reino de Italia logró derrotar a las tropas turcas en la guerra ítalo-turca, convirtiendo los territorios de Tripolitania y Cirenaica en colonias imperiales. En esta época, la bandera de Italia es adoptada como oficial.  
|                                          |
| Bandera del Imperio otomano (1453-1844). |

|                                |
| Banderas mercantes (ca. 1790). |

|                                                 |
| Bandera del Valiato de Tripolitania (ca. 1800). |

|                                          |
| Bandera del Reino de Italia (1912-1944). |

### Lucha por la independencia
Pese a la derrota otomana, Italia no logra someter por completo a las tribus libias. Hacia el fin de la Primera Guerra Mundial y con el auge del nacionalismo árabe, se proclamó la República de Tripolitania el 16 de noviembre de 1918, el primer intento de establecer una república en el mundo árabe. Italia decide permitir la independencia y la participación de representantes de la república en la Conferencia de Paz de París de 1919 Durante su breve existencia, la República de Tripolitania usó una bandera de fondo celeste con una palmera verde al centro y una estrella blanca en la parte superior. En Cirenaica, en tanto, Italia logra llegar a un acuerdo entregando gran autonomía en manos de los sanusís que establecen el Emirato de Cirenaica. El emirato utilizó una bandera negra con la creciente y estrella al centro en color blanco.
La autonomía, sin embargo, no dura mucho. La República de Tripolitania no convoca apoyo de la comunidad internacional, mientras los acuerdos de Regma no son cumplidos por Italia y Cirenaica. El advenimiento del fascismo y sus aspiraciones imperialistas acaban con las intenciones autonomistas y Benito Mussolini decide someter a ambas entidades libias entre 1922 y 1923. En 1924, ambas provincias serían unificadas en una sola sometida a Italia, la Provincia de Libia, mientras el Fezzan se mantiene como un dominio militar.

La derrota italiana en la Segunda Guerra Mundial acaba con la colonia italiana y se establece una administración militar del Reino Unido en Tripolitania y Cirenaica y de Francia en el Fezzan. El 10 de febrero de 1947, Italia firma el tratado de París renunciando a su dominio en Libia y se inician las negociaciones para determinar una solución permanente para el territorio. La idea de mantener los tres territorios finalmente prevalece y los británicos entregan el control de Cirenaica al emir Idris I, quien regresa del exilio y proclama la independencia del emirato el 1 de marzo de 1949. 

Bandera británica usada durante la Administración Militar británica de Libia
Bandera de la República de Tripolitania (1918-1922)
Bandera del Emirato de Cirenaica (1919-1922; 1949-1951)

### Reino de Libia

Mapa de las tres provincias que conformaron el Reino Unido de Libia en 1951 y sus colores representativos.

En 1951, tras años de negociaciones, se llega al acuerdo de fundar un Reino Unido de Libia con Idris I a la cabeza. El nuevo país finalmente se declara independiente el 24 de diciembre de 1951 y adopta la bandera basada en el estandarte del emirato de Cirenaica con dos franjas: una roja superior y una verde inferior, representando respectivamente al Fezzan y a Tripolitania.
Idris adoptó la bandera de Cirenaica como su estandarte personal, agregando un imagen de la corona en el cantón. 
|                                        |
| Bandera del Reino de Libia (1951-1969) |

|                                        |
| Estandarte del rey Idris I (1951-1969) |

### Gobierno de Gadafi

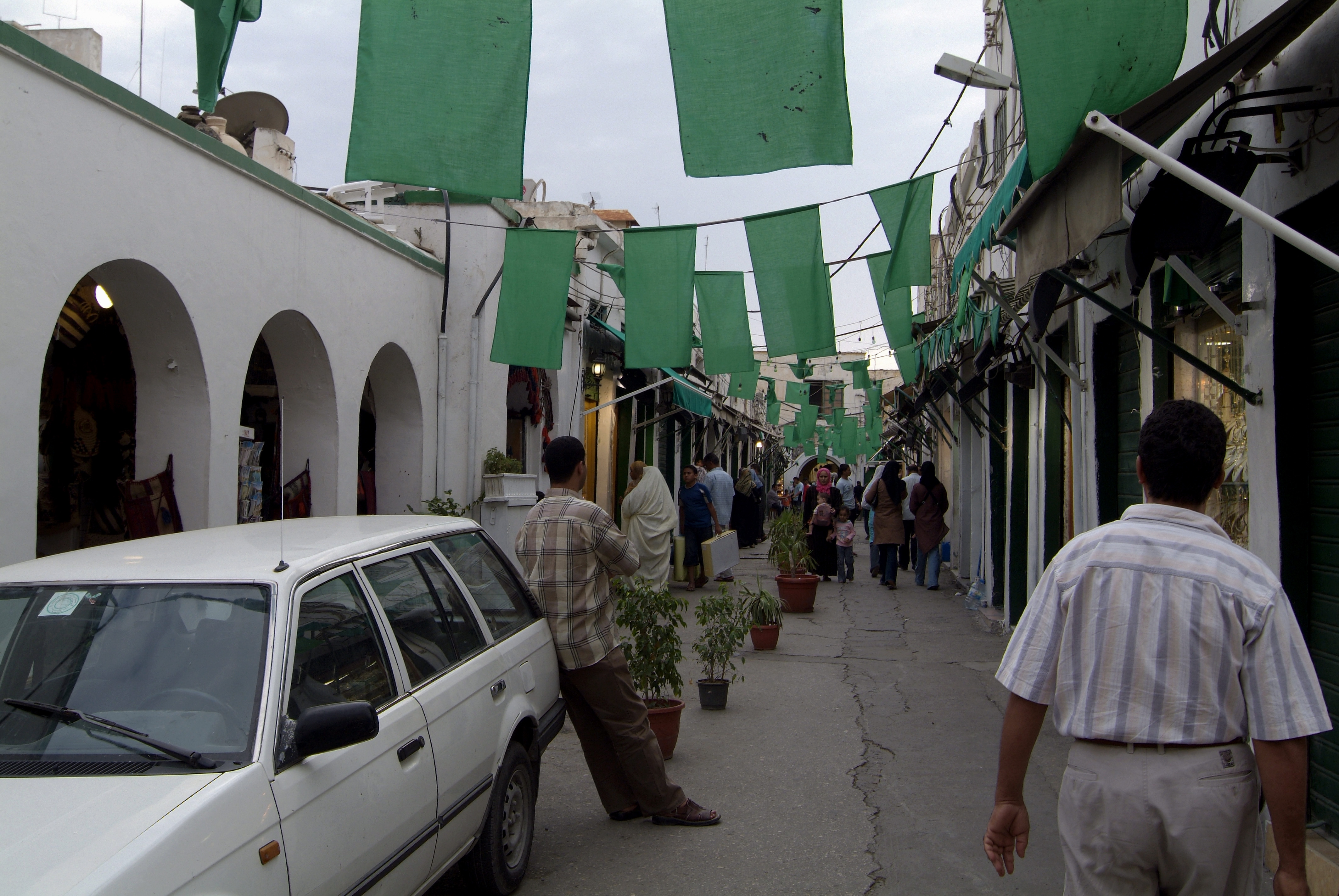
Celebraciones en las calles de Trípoli con la bandera monocroma.

El auge del nacionalismo árabe y el nasserismo dentro del Mundo árabe, además de los problemas de desigualdad que enfrentaba el reino, propiciaron la caída de la monarquía. El 1 de septiembre de 1969 el coronel Muamar el Gadafi lideró una revolución que derrocó a la monarquía, proclamando la República Árabe Libia. 
Gadafi y sus seguidores adherían a la idea de lograr unificar a los diferentes países del Mundo árabe, tal como lo había intentado en 1958 el egipcio Gamal Abdel Nasser al formar la República Árabe Unida (RAU) junto con Siria. Esto explica en gran parte la modificación de los símbolos nacionales libios, siguiendo modelos similares a los de la RAU. Libia adoptó así una nueva bandera formada por tres franjas horizontales y del mismo ancho con los colores rojo, blanco y negro, siendo exactamente igual a la de la RAU pero sin las estrellas centrales.
Pese al fracaso de la República Árabe Unida una década antes, Egipto, Siria y Libia intentaron nuevamente unificarse conformando la Federación de Repúblicas Árabes en 1972. Libia, al igual que las otras repúblicas, adoptan una nueva bandera en la que incorporan el escudo con el «halcón de Quraysh», símbolo de la tribu de Mahoma. Para diferenciar a Libia de los otros dos miembros se añade el nombre oficial debajo del escudo. Sin embargo, la Federación nunca fue establecida propiamente tal por diversas disputas entre los países. En forma paralela, Gadafi propone la unión con Túnez para formar la República Árabe Islámica, que tendría las franjas tricolores y al centro una creciente y estrella en color rojo; la propuesta nunca sería llevada a cabo finalmente.
En 1977, la Federación es desintegrada y Gadafi, quien ya había adoptado nuevas ideologías y se había alejado del panarabismo, decide modificar nuevamente la bandera, adoptando una bandera monocroma de color verde con dimensiones 1:2. El color alude a la «tercera vía» planteada por Gadafi en su Libro verde como alternativa al capitalismo y al marxismo para hacer de la Gran Yamahiriya Árabe Libia Popular Socialista un país autosuficiente. El pabellón naval, en tanto, incorporó el azul en el fondo y un ancla blanco, con un cantón verde.
|                                                                          |
| Bandera de la Gran Yamahiriya Árabe Libia Popular Socialista (1977-2011) |

|                                                                           |
| Pabellón de la Gran Yamahiriya Árabe Libia Popular Socialista (1977-2011) |

### Revolución de 2011
La bandera monocroma se mantuvo más de treinta años siendo la única bandera nacional con un único color. El gobierno de Gadafi se mantendría por décadas en el poder hasta 2011, cuando comenzaron una serie de protestas en febrero de ese año en las que se utilizó la bandera utilizada en la proclamación de la independencia en 1951. En muchos casos, estas banderas artesanales utilizaron otras proporciones o no incluían el símbolo central. Las protestas finalmente derivaron en una rebelión de gran escala. 
La oposición a Gadafi tomó posesión de Bengasi, en plena Cirenaica, y estableció allí un Consejo Nacional de Transición como gobierno temporal el 27 de febrero de 2011. Días después, el CNT proclamó la bandera utilizada entre 1951 y 1969 como su emblema y la incluyó en el artículo 3 de su proyecto de una constitución interina.
En los días posteriores, diversas representaciones libias en el exterior rompieron relaciones con el gobierno de Gadafi e izaron la bandera rebelde. Luego de la captura de Trípoli y la huida de Gadafi del poder, el CNT fue reconocido internacionalmente y el 16 de septiembre de 2011 la Asamblea General de las Naciones Unidas reconoció a ese gobierno como el legítimo representante de Libia, izando la nueva bandera en el exterior de sus edificios.
Sin embargo, la guerra prosiguió, y el 4 de octubre se dio a conocer que la bandera de la Yamahiriya (en la clandestinidad) era modificada agregándole la frase «Dios es grande» (en árabe: الله أكبر‎).
|                                                                       |
| Bandera usada por manifestantes antigadafistas (sin símbolo central). |

| |
| Otra bandera usada por manifestantes antigadafistas (con las franjas del mismo tamaño) y oficial de la República Libia. |

|                               |
| Pabellón de Libia desde 2011. |

|                                             |
| Bandera usada por la resistencia gadafista. |